# ジュノー (防護巡洋艦)
|          |                                                                        |
| 艦歴     |                                                                        |
| 発注     |                                                                        |
| 起工     |                                                                        |
| 進水     | 1895年11月16日                                                         |
| 就役     | 1897年6月16日                                                          |
| 退役     |                                                                        |
| その後   | 1920年にスクラップとして売却                                           |
| 除籍     |                                                                        |
| 性能諸元 |                                                                        |
| 排水量   | 5,690トン                                                              |
| 全長     | 350 ft (110 m)                                                         |
| 全幅     | 53 ft 6 in (16.3 m)                                                    |
| 吃水     | 20 ft 6 in (6.2 m)                                                     |
| 機関     | 2軸推進、8,000 ihp (6,000 kW)                                          |
| 最大速   | 18.5ノット (21.3 mph; 34.3 km/h)                                       |
| 乗員     | 450名                                                                  |
| 兵装     | 6インチ砲5門 4.7インチ砲6門 3ポンド砲6門 機銃2基 18インチ魚雷発射管3門 |

ジュノー (HMS Juno) はイギリス海軍の防護巡洋艦。エクリプス級。

## 艦歴
「ジュノー」はバロー・イン・ファーネスのネイバル・コンストラクション・アンド・アーマメンツ社で起工した。1895年11月16日進水、1897年6月16日竣工。アイルランドの第11巡洋艦戦隊に配属される。1902年にはデヴィッド・ビーティーが艦長として艦を指揮している。
1915年にはペルシャ湾へ、1918年には西インド諸島へ派遣された。1920年にスクラップとして売却された。